# Lindningskopplare
En lindningskopplare eller omsättningskopplare är en mekanism eller tillbehör som används på transformatorer för att reglera sekundärspänning till önskad nivå. Regleringen sker i ett antal diskreta steg, som ändrar lindningsvarven i antingen primär- eller sekundärsidan av en transformator.
Mekanismen följer nedanstående formel, där {\displaystyle U_{p}} är primärspänningen, {\displaystyle N_{s}} är antal varv på sekundärlindningen, {\displaystyle N_{p}} antal varv på primärlindningen och {\displaystyle U_{s}} som är sekundärspänningen.
{\displaystyle {\frac {U_{s}}{U_{p}}}={\frac {N_{s}}{N_{p}}}\Rightarrow U_{p}{\frac {N_{s}}{N_{p}}}=U_{s}}
Skulle exempelvis sekundärspänningen ({\displaystyle U_{s}}) hamna på en oönskad spänningsnivå, så kan man med hjälp av en lindningskopplare variera varven på antingen primär- eller sekundärlindningen ({\displaystyle N_{p}} eller {\displaystyle N_{s}}) och därmed återfå en önskad sekundärspänning. 

## Funktion
Den vanligaste metoden att styra spänningsnivån på en transformator är att utrusta den med en lindningskopplare. Lindningskopplaren ändrar lindningsvarven på någon av transformatorns sidor (primär eller sekundär) genom att addera eller subtrahera varv. Lindningskopplaren är därmed ett viktigt tillbehör, till transformatorn, för att kunna hålla elnätsspänningen konstant oavsett belastning. 
En lindningskopplare kan användas när transformatorn är belastad och kallas på engelska OLTC (on load tap changer) eller LTC (load tap changer). En omsättningskopplare kräver att transformatorn görs spänningslös och den kallas på engelska på olika sätt: NLTC (no load tap changer), DETC (de-energized tap changer) och OCTC (off-circuit tap changer).
Det finns också olika driftformer för lindningskopplare, såsom automatik och hand (manuell). Vid automatik är OLTC vanligast, och för hand är NLTC vanligast. Om flera transformatorer finns kan även driftformerna sam- och särdrift (samt master och slav vid samdrift) förekomma. 

### Omsättningskopplare
En omsättningskopplare används ofta i situationer där transformatorns lindningsvarv inte behöver ändras många gånger och där det är tillåtet att stänga av driften på transformatorn. Sådana transformatorer används vanligen vid låga effekter i lågspänning, där det är möjligt för hand att koppla ur en lindningskontakt (som därmed stänger av transformatorn) och koppla in en ny lindningskontakt. Alternativt finns det andra system som ändrar lindningskontakterna, till exempel roterande omkopplare och glidomkopplare. Oavsett vad så måste en transformator vara ur drift, både på primär- och sekundärsidan, vid användandet av en NLTC.
En omsättningskopplare kan också användas på transformatorer inom högspänning, där elnätsspänningen brukar normalt bara ändras mycket litet kring nominellnivån. I sådana elnät sätts NLTC till en nivå endast en gång och då vid installationstillfället. Sedan finns det möjlighet att ändra nivån, eller lindningskontakten, under ett planerat elavbrott för att tillgodose en långsiktig förändring i spänningssystemets profil. 
Vanligtvis har omsättningskopplaren fem lägen med steg på 2,5 %.

### Lindningskopplare

En mekanisk lindningskopplare av typen OLTC som växlar mellan lindningsvarven 2 och 3.

Inom många transformatoranvändningar, och framförallt inom det allmänna elnätet, är ett elavbrott oacceptabelt. Därför är de flesta transformatorer utrustade med en dyr och komplex lindningskopplare, kallad . En OLTC kan generellt klassificeras som antingen mekanisk, halvelektronisk eller elektronisk. 
En lindningskopplare är oftast placerad på den högre spänningssidan av en transformator, vilken vanligast är primärsidan.
Vanligast är att varje stegändring motsvarar ungefär 1,67 procent av märkspänningen på en transformator.
Dessa lindningskopplare använder vanligtvis någon form av roterande omkopplare med många steg, en för varje lindningsvarv. För att kunna växla mellan två lindningsvarv måste en slags lastomkopplare användas. Dess uppgift är att, vid en växling mellan två lindningsvarv, koppla in en tillfällig impedans mellan de två lindningsvarven. Under denna period är de två lindningsvarven parallellt kopplade med impedansen i serie. Impedansen används bara under övergångsperioder mellan växling av två lindningsvarv. I nästa skede kopplas den aktuella lindningsvarven och den tillfälliga impedansen bort. Därmed är bara den nya lindningsvarven inkopplad. Bilden till höger visar en animerad illustration på hur det kan gå till när en lindningskopplare växlar till ett annat lindningsvarv. Detta tillvägagångssätt, som är av mekanisk klassificering, överbryggar de intilliggande lindningsvarven för att överföra strömföringen från ett varv till ett annat. Detta ger varken elavbrott eller märkbar förändring i lastströmmen.
En typisk (last)omkopplare, i detta avseende, har kraftigt spända fjädrar som sedan snabbt utlöser en växling av lindningsvarven. Fjädrarna spänns med hjälp av en motor på låg effekt. För att reducera eventuella ljusbågar, som kan uppstå mellan lindningsvarvskontakterna, sker växlingen i en sluten kammare fylld med isolationsmedium, till exempel transformatorolja, SF6-gas eller vakuum.
Vissa ljusbågar är oundvikliga, och både oljan (isolationsmediet) och omkopplarkontakterna kommer att försämras för varje användning. För att förhindra förorening av oljan (som används både av transformatorn och lindningskopplaren) samt underlätta underhållsarbeten, så är vanligtvis lindningskopplaren placerad i ett separat fack från den verkliga transformatorbehållaren. Alla de olika nivåer av lindningsvarven är då, via flera ledare/ledningar från transformatorn, kopplade till lindningskopplarens olika kontakter i dess egna oljefyllda fack.

#### Tyristorstyrda lindningskopplare
Ett sätt att förhindra eventuella transienter och ljusbågar, som uppstår vid växlingsögonblicket, är att använda sig av krafthalvledarkomponenter såsom tyristorer. Tyristorerna tar då hand om lastströmmen, medan omkopplaren växlar kontakterna från ett lindningsvarv till ett annat. Detta leder till en längre livslängd mellan varje underhållstillfälle. En nackdel är att dessa lindningskopplare då blir komplexare samt att tyristorkretsarna kräver lågspänningsförsörjning. Detta sätt är ofta dyrare men används i vissa moderna transformatorer.

#### Fasta tillstånd-lindningskopplare
Att använda sig av fasta tillståndets (kraft)elektronik är en relativt nyutvecklad teknik som använder tyristorer både för att växla lindningsvarven och överföra strömföringen från ett varv till ett annat. En nackdel är att alla tyristorer, som varje lindningsvarv har, kommer att släppa igenom ström på grund av deras läckströmmar, alltså även de lindningsvarv som inte används. Tyristorerna har också en begränsad kortslutningstolerans. Denna effektförbrukning kan vara upp till några kilowatt, och betraktas som värmeförlust, vilken minskar transformatorns totala effektivitet. I emellertid får lindningskopplaren en kompaktare design som minskar storleken och vikten. Fasta tillstånd-lindningskopplare används vanligen endast på mindre transformatorer. 

## Lindningskopplarens placering
Om endast en lindningskopplare behövs, installeras den oftast på de högre spänningslindningarna (vanligen primärsidan) eller på de lägre strömlindningarna av en transformator. Detta för att minimera lindningskontakternas hanteringskrav. En transformator kan emellertid också inneha en lindningskopplare på varje sida, om det finns fördelar med det. Till exempel i ett distributionsnät (i Sverige skulle man kunna kalla det för regionnät), kan en stor transformator ha en NLTC på primärsidan och en automatisk OLTC på sekundärsidan. Lindningskopplaren, på primärsidan, får fasta inställningar för att matcha den långsiktiga systemprofilen av högspänningsnätet, vilket sällan ändras. Lindningskopplaren, på sekundärsidan, får möjlighet att växla lindningsvarv, vilket kan ske flera gånger om dagen, och detta utan avbryta eller ändra på lastströmmen.